# 帕拉赫 (新墨西哥州)
帕拉赫（英語：Paraje）是位於美國新墨西哥州錫沃拉縣的普查規定居民點。

## 人口
根據2020年美國人口普查的數據，帕拉赫的面積為14.44平方千米，皆為陸地。當地共有人口705人，而人口密度為每平方千米48.82人。